# Igreja fortificada de Domfessel

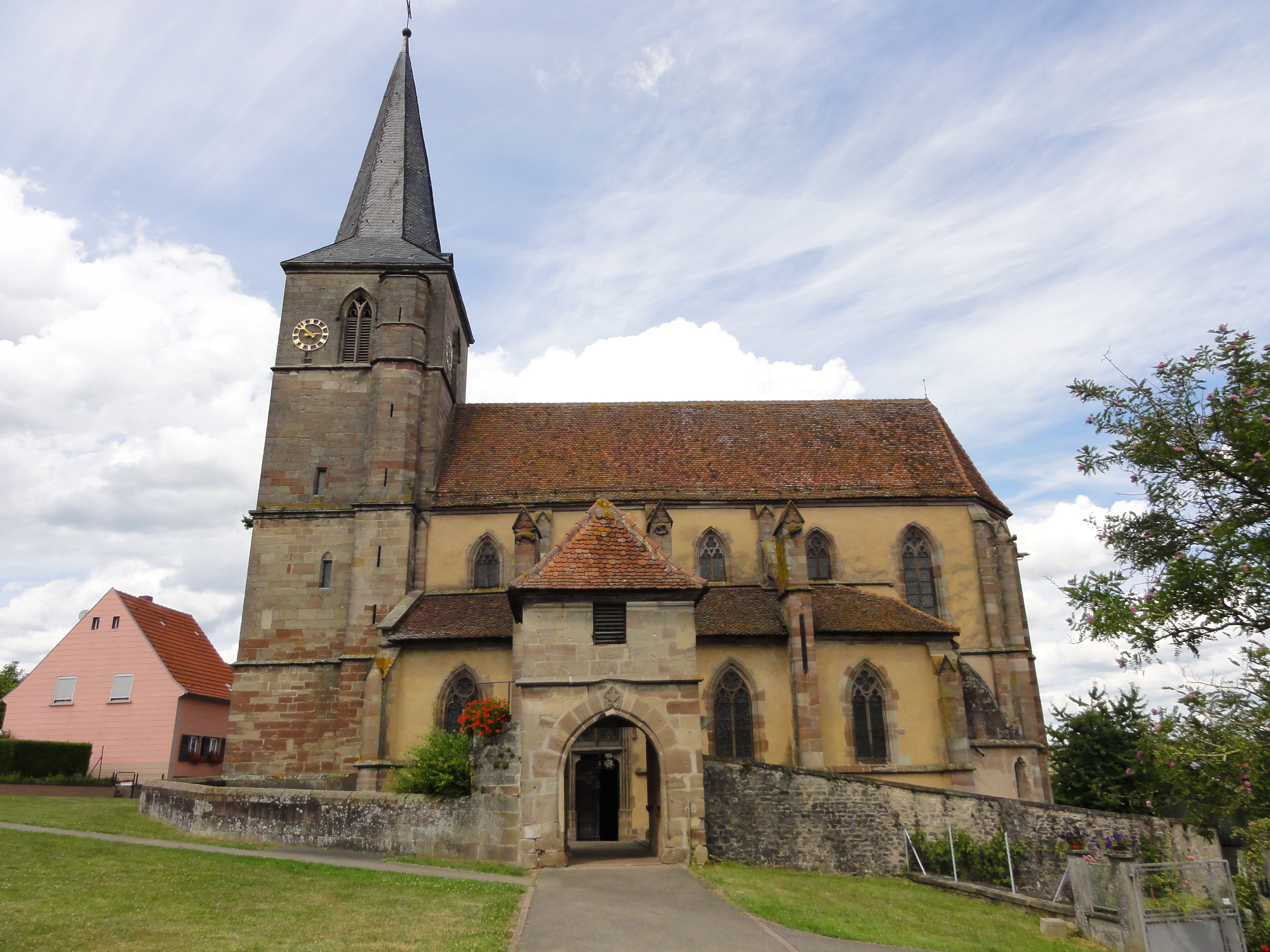
Igreja fortificada de Domfessel

A Igreja fortificada de Domfessel é uma igreja luterana em Domfessel, Bas-Rhin, Alsace, na França. Construída originalmente em 1340, tornou-se um monumento histórico registado em 1877.